# Мецегра
Мецегра (итал. Mezzegra) је насеље у Италији у округу Комо, региону Ломбардија.
Према процени из 2011. у насељу је живело 952 становника. Насеље се налази на надморској висини од 237 м.

## Становништво
Према резултатима пописа становништва 2011. у општини је живело 1.014 становника.
| 1936. | 1951. | 1961. | 1971. | 1981. | 1991. | 2001. | 2011. |
| ----- | ----- | ----- | ----- | ----- | ----- | ----- | ----- |
| 1.105 | 1.054 | 1.007 | 1.007 | 979   | 896   | 952   | 1.014 |